# Michelle DaRosa
Michelle DaRosa, född Michelle Nolan 13 september 1980, är en amerikansk sångare och musiker. Hon är mest känd för sin medverkan i det amerikanska bandet Straylight Run.
Nolan föddes i Rockville Centre i Nassau County i New York. Precis som sin bror och bandkompis John Nolan växte hon också upp där. Hon har tidigare hörts i några av Taking Back Sundays låtar från deras album Tell All Your Friends och var också tillsammans med Adam Lazzara. Hon är gift med Jeff DaRosa, som tidigare var basist och sångare i The Exit.

## Diskografi
Album
- Tell All Your Friends (2002) (under namnet Michelle Nolan)
- Straylight Run (2004) (med Straylight Run)
- The Needles the Space (2007) (med Straylight Run, under namnet Michelle DaRosa)
- It Goes On (2009) (med Destry)